# دریاچه تودژا
دریاچه تودژا (انگلیسی: Todzha Lake) یک دریاچه در استان تووای کشور روسیه است.